# Бузаківська сільська рада
Бузаківська сільська рада — адміністративно-територіальна одиниця та орган місцевого самоврядування у Камінь-Каширському районі Волинської області з адміністративним центром у с. Бузаки.

## Населені пункти
Сільській раді підпорядковані населені пункти:
- с. Бузаки
- с. Краснилівка

## Населення
Згідно з переписом УРСР 1989 року чисельність наявного населення сільської ради становила 1508 осіб, з яких 725 чоловіків та 783 жінки.
За переписом населення України 2001 року в сільській раді мешкало 1537 осіб.

### Мова
Розподіл населення за рідною мовою за даними перепису 2001 року:
| Мова       | Відсоток |
| ---------- | -------- |
| українська | 99,29 %  |
| російська  | 0,45 %   |
| білоруська | 0,19 %   |
| вірменська | 0,06 %   |

## Склад ради
Рада складається з 16 депутатів та голови.

## Керівний склад сільської ради
| ПІБ                           | Основні відомості                                                                 | Дата обрання | Дата звільнення |
| ----------------------------- | --------------------------------------------------------------------------------- | ------------ | --------------- |
| Остапук Валерій Олександрович | Сільський голова, 1966 року народження, освіта, член Комуністичної партії України | 26.03.2006   | 26.03.2010      |
| Панасюк Микола Михайлович     | Сільський голова, 1987 року народження, освіта вища, безпартійний                 | 31.10.2010   |                 |

Примітка: таблиця складена за даними джерела